# Gymnolaena
Gymnolaena es un género de plantas fanerógamas perteneciente a la familia de las asteráceas. Tiene 5 especies descritas y de estas, solo 3 aceptadas.

## Taxonomía
El género fue descrito por (DC.) Rydb. y publicado en North American Flora 34(2): 160. 1915. La especie tipo es: Gymnolaena serratifolia (DC.) Rydb	

## Especies aceptadas
A continuación se brinda un listado de las especies del género Gymnolaena aceptadas hasta julio de 2012, ordenadas alfabéticamente. Para cada una se indica el nombre binomial seguido del autor, abreviado según las convenciones y usos.
- Gymnolaena chiapasana Strother
- Gymnolaena oaxacana (Greenm.) Rydb.
- Gymnolaena serratifolia (DC.) Rydb